# Републикански път III-1121
Републикански път IIІ-1121 е третокласен път, част от Републиканската пътна мрежа на България, преминаващ изцяло по територията на област Монтана, Община Брусарци. Дължината му е 7,7 km.
Пътят се отклонява наляво при 17 km на Републикански път III-112 в най-южната част на град Брусарци, преминава през центъра на града и през село Крива бара, пресича река Лом и на 2 km след нея се свързва с Републикански път III-114 при неговия 19,3 km.
| Пътища, отклоняващи се надясно (населено място, № на пътя, посока на пътя) | km  | Пътища, отклоняващи се наляво (посока на пътя, № на пътя, населено място) |
| -------------------------------------------------------------------------- | --- | ------------------------------------------------------------------------- |
| Община Брусарци, III-112, 17 km, гр. Брусарци ←                            | 0,0 | ← гр. Брусарци, 17 km, III-112, Община Брусарци                           |
| гр. Брусарци                                                               | 1,5 | гр. Брусарци                                                              |
| с. Крива бара                                                              | 4,5 | → с. Крива бара, общински път (за с. Княжева махала)                      |
| (от гр. Лом) III-114, 19,3 km →                                            | 7,7 | → 19,3 km, III-114 (до Светиниколски проход)                              |